# Les Luxioles
Les Luxioles (The Glo Friends) est une série télévisée d'animation américaine en 26 épisodes de 13 minutes, créée d'après les jouets éponymes d'Hasbro et diffusée entre le 15 septembre 1986 et le 25 septembre 1987 sur The Family Channel.
En France, la série a été diffusée en 1987 sur TF1, et depuis en 2004 sur Piwi.

## Synopsis
Cette série met en scène les Luxioles, des insectes passant leur temps à récolter des gouttes de lune, la nourriture qui les fait briller. Ils doivent faire face à leurs ennemis, les Mongonites, des créatures ressemblant à des taupes qui veulent réduire les Luxioles en esclavage et leur voler les gouttes de lune afin d'éclairer leurs cavernes.

## Voix françaises
- Monique Thierry : Bébé Ver luisant
- Catherine Privat : Gentille
- Françoise Vallon : Ver luisant
- Christian Pelissier : Grospif
- Roger Crouzet : Freezer
- Bruno Raina : Rouge le grand

## Épisodes
1. À la recherche des gouttes de lune [1/10] (The Quest [1/10])
2. À la recherche des gouttes de lune [2/10] (The Quest [2/10])
3. À la recherche des gouttes de lune [3/10] (The Quest [3/10])
4. À la recherche des gouttes de lune [4/10] (The Quest [4/10])
5. À la recherche des gouttes de lune [5/10] (The Quest [5/10])
6. À la recherche des gouttes de lune [6/10] (The Quest [6/10])
7. À la recherche des gouttes de lune [7/10] (The Quest [7/10])
8. À la recherche des gouttes de lune [8/10] (The Quest [8/10])
9. À la recherche des gouttes de lune [9/10] (The Quest [9/10])
10. À la recherche des gouttes de lune [10/10] (The Quest [10/10])
11. La Disparition du bébé ver luisant (Baby Glo Worm Goes Bye-Bye)
12. Deux nouveaux amis (Two of a Kind)
13. Titre français inconnu (Make No Mistake, It's Magic)
14. Un arbre en danger (The Forest Brigade)
15. La Caverne mystérieuse (The Caverns of Mystery)
16. Titre français inconnu (The Front Page)
17. Une bonne balle (Bean Ball)
18. Titre français inconnu (The Masterpiece)
19. Tout ce qui brille n'est pas or (Beware Tales of Gold That Lead To Thorny Trails)
20. Quand des lucioles rencontrent d'autres lucioles [1/4] (Glo Friends Meet The Glow Wees [1/4])
21. Quand des lucioles rencontrent d'autres lucioles [2/4] (Glo Friends Meet The Glow Wees [2/4])
22. Quand des lucioles rencontrent d'autres lucioles [3/4] (Glo Friends Meet The Glow Wees [3/4])
23. Quand des lucioles rencontrent d'autres lucioles [4/4] (Glo Friends Meet The Glow Wees [4/4])
24. De l'or à la pelle [1/2] (Easy Money [1/2])
25. De l'or à la pelle [2/2] (Easy Money [2/2])
26. Rook le magicien (Wizard of Rook)

## Commentaires
Cette série était diffusée dans l'émission My Little Pony 'n Friends qui mettait en scène les aventures des jouets créés par Hasbro au nombres desquelles Mon petit poney, Les Potatous (Potato Head Kids) et Clair de Lune (MoonDreamers).